# Rue du Sergent-Maginot
La rue du Sergent-Maginot est une voie du 16e arrondissement de Paris, en France.

## Situation et accès
La rue du Sergent-Maginot est une voie située dans le 16e arrondissement de Paris. Elle débute rue du Général-Roques et place du Général-Stefanik et se termine au 23, avenue du Parc-des-Princes et au 3, rue de l’Arioste.
Le quartier est desservi par la ligne 9 à la station Porte de Saint-Cloud.

## Origine du nom

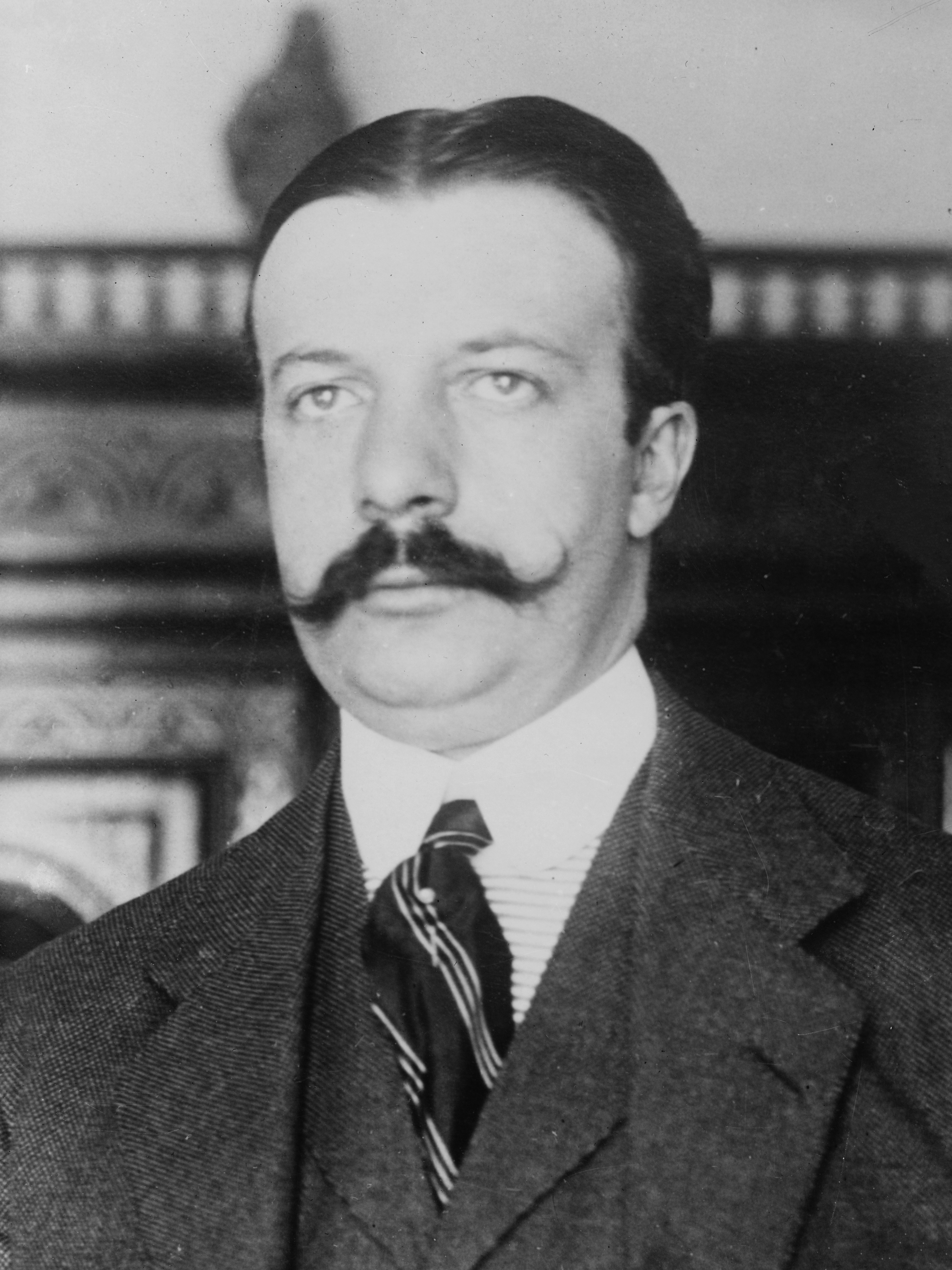
André Maginot.

Le nom de cette rue honore la mémoire d’André Maginot (1877-1932), homme politique français qui fut sergent lors de la Grande Guerre et dont le nom reste attaché à la ligne Maginot.

## Historique
Cette rue, ouverte par la Ville de Paris sur l’emplacement du bastion no 65 de l’enceinte de Thiers, est classée dans la voirie parisienne par un arrêté du 11 octobre 1932 et prend sa dénomination actuelle par un arrêté du 5 avril 1933.